# Semantica modellistica
La semantica modellistica è quel tipo di semantica che analizza il linguaggio naturale con un approccio logico. Se fino agli anni cinquanta si credeva che le lingue naturali non fossero suscettibili di un'analisi rigorosa come quella a cui potevano essere sottoposti i linguaggi logici, con l'avvento del programma di ricerca di Noam Chomsky sulla sintassi le cose cambiarono. Tra la fine degli anni sessanta e l'inizio dei settanta cominciò a circolare l'idea di considerare la cosiddetta "grammatica universale" (posseduta a livello inconscio da tutti gli esseri umani, secondo la teoria chomskyana) come un linguaggio formalizzato le cui regole possono essere ben circoscritte e definite.
I primi a suggerire questa idea furono Donald Davidson e Richard Montague.